# B.o.B/Diskografie
Diese Diskografie ist eine Übersicht über die musikalischen Werke des US-amerikanischen Rappers B.o.B. Den Schallplattenauszeichnungen zufolge hat er bisher mehr als 53 Millionen Tonträger verkauft, davon alleine in seiner Heimat über 42,5 Millionen. Seine erfolgreichste Veröffentlichung ist die Single Airplanes mit über 12 Millionen verkauften Einheiten.

## Alben

### Studioalben
| Jahr | Titel Musiklabel                                                                  | Höchstplatzierung, Gesamtwochen, AuszeichnungChartplatzierungen (Jahr, Titel, Musiklabel, Platzierungen, Wochen, Auszeichnungen, Anmerkungen) | Höchstplatzierung, Gesamtwochen, AuszeichnungChartplatzierungen (Jahr, Titel, Musiklabel, Platzierungen, Wochen, Auszeichnungen, Anmerkungen) | Höchstplatzierung, Gesamtwochen, AuszeichnungChartplatzierungen (Jahr, Titel, Musiklabel, Platzierungen, Wochen, Auszeichnungen, Anmerkungen) | Höchstplatzierung, Gesamtwochen, AuszeichnungChartplatzierungen (Jahr, Titel, Musiklabel, Platzierungen, Wochen, Auszeichnungen, Anmerkungen) | Höchstplatzierung, Gesamtwochen, AuszeichnungChartplatzierungen (Jahr, Titel, Musiklabel, Platzierungen, Wochen, Auszeichnungen, Anmerkungen) | Anmerkungen                                                 |
| Jahr | Titel Musiklabel                                                                  | DE | AT | CH | UK | US | Anmerkungen                                                 |
| ---- | --------------------------------------------------------------------------------- | --- | --- | --- | --- | --- | ----------------------------------------------------------- |
| 2010 | B.o.B Presents: The Adventures of Bobby Ray Atlantic Records • Grand Hustle (WEA) | DE93 (1 Wo.)DE | — | CH47 (15 Wo.)CH | UK17 Gold · (18 Wo.)UK | US1 ×2Doppelplatin · (39 Wo.)US | Erstveröffentlichung: 27. April 2010 Verkäufe: + 2.175.000  |
| 2012 | Strange Clouds Atlantic Records • Grand Hustle (WEA)                              | DE46 (1 Wo.)DE | AT64 (1 Wo.)AT | CH23 (6 Wo.)CH | UK30 (3 Wo.)UK | US5 Platin · (23 Wo.)US | Erstveröffentlichung: 27. April 2012 Verkäufe: + 1.007.500  |
| 2013 | Underground Luxury Atlantic Records • Grand Hustle (WEA)                          | — | — | — | — | US22 Gold · (12 Wo.)US | Erstveröffentlichung: 17. Dezember 2013 Verkäufe: + 500.000 |
| 2015 | Psycadelik Thoughtz Atlantic Records • Grand Hustle (WMG)                         | — | — | — | — | US97 (1 Wo.)US | Erstveröffentlichung: 14. August 2015                       |
| 2017 | Ether Empire (Empire)                                                             | — | — | — | — | US179 (1 Wo.)US | Erstveröffentlichung: 12. Mai 2017                          |

### Mixtapes
- 2007: The Future
- 2007: Cloud 9
- 2008: Hi! My Name Is B.o.B
- 2008: Who the F#*k Is B.o.B?
- 2009: B.o.B vs. Bobby Ray
- 2010: May 25th
- 2010: No Genre
- 2011: E.P.I.C.: Every Play Is Crucial
- 2012: Fuck ’Em We Ball
- 2013: Hustle Gang Presents: G.D.O.D. (Get Dough or Die) (mit Hustle Gang)
- 2014: No Genre 2

### EPs
- 2007: Eastside[1]
- 2008: 12th Dimension[2]

## Singles

### Als Leadmusiker
| Jahr | Titel Album                                                    | Höchstplatzierung, Gesamtwochen, AuszeichnungChartplatzierungen (Jahr, Titel, Album, Platzierungen, Wochen, Auszeichnungen, Anmerkungen) | Höchstplatzierung, Gesamtwochen, AuszeichnungChartplatzierungen (Jahr, Titel, Album, Platzierungen, Wochen, Auszeichnungen, Anmerkungen) | Höchstplatzierung, Gesamtwochen, AuszeichnungChartplatzierungen (Jahr, Titel, Album, Platzierungen, Wochen, Auszeichnungen, Anmerkungen) | Höchstplatzierung, Gesamtwochen, AuszeichnungChartplatzierungen (Jahr, Titel, Album, Platzierungen, Wochen, Auszeichnungen, Anmerkungen) | Höchstplatzierung, Gesamtwochen, AuszeichnungChartplatzierungen (Jahr, Titel, Album, Platzierungen, Wochen, Auszeichnungen, Anmerkungen) | Anmerkungen                                                                            |
| Jahr | Titel Album                                                    | DE | AT | CH | UK | US | Anmerkungen                                                                            |
| ---- | -------------------------------------------------------------- | --- | --- | --- | --- | --- | -------------------------------------------------------------------------------------- |
| 2010 | Nothin’ on You B.o.B Presents: The Adventures of Bobby Ray     | DE22 (12 Wo.)DE | AT28 (14 Wo.)AT | CH28 (18 Wo.)CH | UK1 Platin · (22 Wo.)UK | US1 ×6Sechsfachplatin · (28 Wo.)US | Erstveröffentlichung 2. Februar 2010 Verkäufe: + 8.098.455; feat. Bruno Mars           |
| 2010 | Airplanes B.o.B Presents: The Adventures of Bobby Ray          | DE8 ×2Doppelplatin · (25 Wo.)DE | AT2 Gold · (24 Wo.)AT | CH5 (33 Wo.)CH | UK1 ×3Dreifachplatin · (37 Wo.)UK | US2 ×9Neunfachplatin · (30 Wo.)US | Erstveröffentlichung 13. April 2010 Verkäufe: + 12.092.500; feat. Hayley Williams      |
| 2010 | Magic B.o.B Presents: The Adventures of Bobby Ray              | — | — | — | UK16 Gold · (18 Wo.)UK | US10 ×3Dreifachplatin · (20 Wo.)US | Erstveröffentlichung 6. Juli 2010 Verkäufe: + 3.487.500; feat. Rivers Cuomo            |
| 2010 | Don’t Let Me Fall B.o.B Presents: The Adventures of Bobby Ray  | — | — | — | — | US67 Gold · (1 Wo.)US | Erstveröffentlichung 28. September 2010 Verkäufe: + 500.000                            |
| 2011 | I’ll Be in the Sky B.o.B Presents: The Adventures of Bobby Ray | — | — | — | UK61 (5 Wo.)UK | — | Erstveröffentlichung 30. Januar 2011                                                   |
| 2011 | Strange Clouds                                                 | — | — | CH47 (2 Wo.)CH | UK72 (2 Wo.)UK | US7 ×2Doppelplatin · (20 Wo.)US | Erstveröffentlichung 27. September 2011 Verkäufe: + 2.040.000; feat. Lil Wayne         |
| 2012 | So Good Strange Clouds                                         | DE65 (4 Wo.)DE | AT38 (5 Wo.)AT | CH67 (3 Wo.)CH | UK7 Gold · (17 Wo.)UK | US11 ×2Doppelplatin · (18 Wo.)US | Erstveröffentlichung 21. Februar 2012 Verkäufe: + 2.447.500                            |
| 2012 | Both of Us Strange Clouds                                      | — | — | — | UK22 (6 Wo.)UK | US18 Platin · (19 Wo.)US | Erstveröffentlichung: 22. Mai 2012 Verkäufe: + 1.077.500; feat. Taylor Swift           |
| 2012 | Out of My Mind Strange Clouds                                  | — | — | — | — | US— GoldUS | Erstveröffentlichung: 5. Oktober 2012 Verkäufe: + 500.000; feat. Nicki Minaj           |
| 2013 | We Still in This Bitch Fuck ’Em We Ball                        | — | — | — | — | US64 Platin · (20 Wo.)US | Erstveröffentlichung: 8. Januar 2013 Verkäufe: + 1.000.000; feat. T.I. & Juicy J       |
| 2013 | Headband Underground Luxury                                    | DE57 (1 Wo.)DE | AT61 (1 Wo.)AT | — | — | US53 ×4Vierfachplatin · (29 Wo.)US | Erstveröffentlichung: 21. Mai 2013 Verkäufe: + 4.000.000; feat. 2 Chainz               |
| 2013 | Memories Back Then –                                           | — | — | — | — | US88 (2 Wo.)US | Erstveröffentlichung: 18. September 2013 mit T.I. & Kendrick Lamar feat. Kris Stephens |
| 2014 | John Doe Underground Luxury                                    | — | — | — | — | US69 (5 Wo.)US | Erstveröffentlichung: März 2014 feat. Priscilla                                        |
| 2014 | Not for Long –                                                 | — | — | — | — | US80 (9 Wo.)US | Erstveröffentlichung: 14. Oktober 2014 feat. Trey Songz                                |
| 2016 | 4 Lit Ether                                                    | — | — | — | — | — | Erstveröffentlichung: 28. Oktober 2016 feat. T.I. & Ty Dolla Sign                      |

### Als Gastmusiker
| Jahr | Titel Album                                       | Höchstplatzierung, Gesamtwochen, AuszeichnungChartplatzierungen (Jahr, Titel, Album, Platzierungen, Wochen, Auszeichnungen, Anmerkungen) | Höchstplatzierung, Gesamtwochen, AuszeichnungChartplatzierungen (Jahr, Titel, Album, Platzierungen, Wochen, Auszeichnungen, Anmerkungen) | Höchstplatzierung, Gesamtwochen, AuszeichnungChartplatzierungen (Jahr, Titel, Album, Platzierungen, Wochen, Auszeichnungen, Anmerkungen) | Höchstplatzierung, Gesamtwochen, AuszeichnungChartplatzierungen (Jahr, Titel, Album, Platzierungen, Wochen, Auszeichnungen, Anmerkungen) | Höchstplatzierung, Gesamtwochen, AuszeichnungChartplatzierungen (Jahr, Titel, Album, Platzierungen, Wochen, Auszeichnungen, Anmerkungen) | Anmerkungen                                                                                       |
| Jahr | Titel Album                                       | DE | AT | CH | UK | US | Anmerkungen                                                                                       |
| ---- | ------------------------------------------------- | --- | --- | --- | --- | --- | ------------------------------------------------------------------------------------------------- |
| 2010 | Don’t Go There Let Em Ave It                      | — | — | — | UK60 (1 Wo.)UK | — | Erstveröffentlichung: 2010 Giggs feat. B.o.B                                                      |
| 2011 | Price Tag Who You Are                             | DE3 ×3Dreifachgold · (31 Wo.)DE | AT11 (23 Wo.)AT | CH7 Platin · (36 Wo.)CH | UK1 ×3Dreifachplatin · (71 Wo.)UK | US23 ×4Vierfachplatin · (20 Wo.)US | Erstveröffentlichung: 28. Januar 2011 Verkäufe: + 7.790.200; Jessie J feat. B.o.B                 |
| 2011 | We Don’t Get Down Like Y’All –                    | — | — | — | — | US78 (1 Wo.)US | Erstveröffentlichung: 9. August 2011 T.I. feat. B.o.B                                             |
| 2012 | Change the Record The MF Life                     | — | — | CH35 (8 Wo.)CH | — | — | Erstveröffentlichung: 20. Februar 2012 Melanie Fiona feat. B.o.B                                  |
| 2013 | Brokenhearted Chapman Square Repackaged           | — | — | — | UK6 (5 Wo.)UK | — | Erstveröffentlichung: 7. Juli 2013 Lawson feat. B.o.B                                             |
| 2013 | Paranoid Beach House EP                           | — | — | — | UK— SilberUK | US29 ×2Doppelplatin · (20 Wo.)US | Erstveröffentlichung: 9. September 2013 Verkäufe: + 2.040.000; Ty Dolla Sign feat. B.o.B          |
| 2013 | Up Down (Do This All Day) Stoicville: The Phoenix | — | — | — | UK43 Silber · (5 Wo.)UK | US62 Platin · (20 Wo.)US | Erstveröffentlichung: 17. November 2013 Verkäufe: + 1.230.000; T-Pain feat. B.o.B                 |
| 2013 | Numb Testimony                                    | — | — | — | — | US— GoldUS | Erstveröffentlichung: 10. Dezember 2013 Verkäufe: + 500.000; August Alsina feat. B.o.B & Yo Gotti |
| 2015 | Hood Go Crazy Special Effects                     | — | — | — | — | US90 Platin · (7 Wo.)US | Erstveröffentlichung: 26. Februar 2015 Tech N9ne feat. 2 Chainz & B.o.B                           |

## Promoveröffentlichungen
Promo-Singles

| Jahr | Titel Album                                                   | Höchstplatzierung, Gesamtwochen, AuszeichnungChartplatzierungen (Jahr, Titel, Album, Platzierungen, Wochen, Auszeichnungen, Anmerkungen) | Höchstplatzierung, Gesamtwochen, AuszeichnungChartplatzierungen (Jahr, Titel, Album, Platzierungen, Wochen, Auszeichnungen, Anmerkungen) | Höchstplatzierung, Gesamtwochen, AuszeichnungChartplatzierungen (Jahr, Titel, Album, Platzierungen, Wochen, Auszeichnungen, Anmerkungen) | Höchstplatzierung, Gesamtwochen, AuszeichnungChartplatzierungen (Jahr, Titel, Album, Platzierungen, Wochen, Auszeichnungen, Anmerkungen) | Höchstplatzierung, Gesamtwochen, AuszeichnungChartplatzierungen (Jahr, Titel, Album, Platzierungen, Wochen, Auszeichnungen, Anmerkungen) | Anmerkungen                                                   |
| Jahr | Titel Album                                                   | DE | AT | CH | UK | US | Anmerkungen                                                   |
| ---- | ------------------------------------------------------------- | --- | --- | --- | --- | --- | ------------------------------------------------------------- |
| 2010 | Bet I B.o.B Presents: The Adventures of Bobby Ray             | — | — | — | — | US72 (1 Wo.)US | Erstveröffentlichung: 20. April 2010 feat. T.I. & Playboy Tre |
| 2010 | I Am the Champion B.o.B Presents: The Adventures of Bobby Ray | — | — | — | — | US85 (1 Wo.)US | Erstveröffentlichung 21. Dezember 2010                        |
| 2011 | Play the Guitar Strange Clouds                                | — | — | — | — | US98 (2 Wo.)US | Erstveröffentlichung 27. Dezember 2011 feat. André 3000       |

Weitere Promo-Singles
- 2012: Where Are You (B.o.B vs. Bobby Ray)

## Sonderveröffentlichungen
| Jahr | Titel                                                                     | Album                                                           |
| ---- | ------------------------------------------------------------------------- | --------------------------------------------------------------- |
| 2007 | 3-6-9 (feat. Cupid)                                                       | Time for a Change                                               |
| 2007 | Hot (feat. V.I.C. & Stan Williams)                                        |                                                                 |
| 2007 | Nite Life (feat. Playboy Tre)                                             | Time for a Change                                               |
| 2008 | On Top of the World (feat. T.I. & Ludacris)                               | Paper Trail                                                     |
| 2008 | Da Eastside Song (feat. Playboy Tre)                                      | Goodbye America: Da Story of a Drunk Loner                      |
| 2008 | My Ride (Double Bubble) (feat. Stat Quo)                                  |                                                                 |
| 2008 | So Sticky (feat. Swag)                                                    |                                                                 |
| 2008 | You Already Know (feat. Young Cash)                                       |                                                                 |
| 2009 | Do It Slow (feat. Rock City)                                              | PTFAO: Independence Day                                         |
| 2009 | Generation Lost (feat. Killer Mike)                                       | Underground Atlanta                                             |
| 2009 | The World Will Never Do (feat. Cobra Starship)                            | Hot Mess                                                        |
| 2009 | Hood Dreamer (feat. Willy Northpole)                                      | Tha Connect                                                     |
| 2009 | Across the World (feat. Pitbull)                                          | Rebelution                                                      |
| 2009 | They Call This (Hip Hop) (feat. Classified & Royce da 5′9″)               | Self Explanatory                                                |
| 2009 | We Are the Robots (feat. Playboy Tre)                                     | Liquor Store Mascot                                             |
| 2009 | Stronger (feat. Playboy Tre & Swagg)                                      |                                                                 |
| 2009 | Mind Got Blown (feat. Mickey Factz)                                       | NBA Live 10                                                     |
| 2009 | I Just Wanna (feat. Shonie)                                               | Passionate…Pieces of Me                                         |
| 2009 | Speed of Life (feat. Trife Diesel & Inspectah Deck)                       | PTapemasters Inc Present Trife Diesel: The Project Pope Mixtape |
| 2009 | Before She Said Hi (feat. Mario)                                          |                                                                 |
| 2010 | The Other Side (feat. Bruno Mars & CeeLo Green, US: Gold)                 | Doo-Wops & Hooligans                                            |
| 2010 | Night Night (feat. Big Boi & Joi)                                         | Sir Lucious Left Foot: The Son of Chico Dusty                   |
| 2010 | Don’t Go There (feat. Giggs)                                              | Let Em Ave It                                                   |
| 2010 | Paperboy (feat. Charles Hamilton)                                         | My Heart                                                        |
| 2010 | Know Her Name (feat. Mullage)                                             |                                                                 |
| 2010 | Dream Me Up (feat. Question? & EZ Lee)                                    | Xanax 3                                                         |
| 2010 | Teach Me How to Dougie (Remix) (feat. Cali Swag District & Sean Kingston) |                                                                 |
| 2010 | Tightrope (Wondamix) (feat. Janelle Monáe & Lupe Fiasco)                  |                                                                 |
| 2010 | The Fire (Remix) (feat. The Roots & John Legend)                          |                                                                 |
| 2010 | Another Round (J. Cardim Remix) (feat. J the S)                           |                                                                 |
| 2010 | Let’cha Boy Go (feat. 4-Ize)                                              | Upstairs Studio Presents                                        |
| 2010 | So High (feat. Slim Thug)                                                 | Tha Thug Show                                                   |
| 2010 | She Bad (Remix) (feat. Lil Scrappy)                                       |                                                                 |
| 2010 | I’m Beamin (Remix) (feat. All City Chess Club)                            |                                                                 |
| 2010 | Sanford & Son (feat. Quincy Jones, T.I., Mohombi & Prince Charlez)        | Q: Soul Bossa Nostra                                            |
| 2010 | Tell No Lies (feat. Emilio Rojas & Leo)                                   | Life Without Shame                                              |
| 2011 | Price Tag (Jessie J feat. B.o.B)                                          | Who You Are                                                     |
| 2011 | Am I a Psycho? (feat. Tech N9ne & Hopsin)                                 | All 6’s and 7s                                                  |
| 2011 | Make It Rain (Remix) (feat. Travis Porter)                                |                                                                 |
| 2011 | Walk Away (Remix) (feat. The Script)                                      | Science & Faith                                                 |
| 2011 | Pass Me By (feat. J. Cole)                                                |                                                                 |
| 2011 | Lay It Down (Remix) (feat. Lloyd & Rock City)                             |                                                                 |
| 2011 | Hope Is a River (feat. Sean Kingston)                                     | King of Kingz                                                   |
| 2012 | Oh My (Haley Reinhart feat. B.o.B)                                        | Listen Up!                                                      |
| 2012 | Millionaire Misfits (feat. Iggy Azalea)                                   | Glory (EP)                                                      |
| 2013 | Numb (August Alsina feat. B.o.B & Yo Gotti)                               | Testimony                                                       |

## Statistik

### Chartauswertung
|                     | DE    | AT    | CH    | UK    | US    |
| ------------------- | ----- | ----- | ----- | ----- | ----- |
| Nummer-eins-Alben   | DE—DE | AT—AT | CH—CH | UK—UK | US1US |
| Top-10-Alben        | DE—DE | AT—AT | CH—CH | UK—UK | US2US |
| Alben in den Charts | DE2DE | AT1AT | CH2CH | UK2UK | US5US |

|                       | DE    | AT    | CH    | UK     | US     |
| --------------------- | ----- | ----- | ----- | ------ | ------ |
| Nummer-eins-Singles   | DE—DE | AT—AT | CH—CH | UK3UK  | US1US  |
| Top-10-Singles        | DE2DE | AT1AT | CH2CH | UK5UK  | US4US  |
| Singles in den Charts | DE5DE | AT5AT | CH6CH | UK11UK | US19US |

### Auszeichnungen für Musikverkäufe
| Goldene Schallplatte - Belgien - 2011: für die Single Price Tag - Dänemark - 2011: für das Streaming Price Tag - 2022: für die Single Nothin’ on You - Irland - 2010: für die Single Airplanes - Italien - 2010: für die Single Nothin’ on You - Kanada - 2011: für das Album B.o.B Presents: The Adventures of Bobby Ray - 2012: für die Single So Good - 2012: für die Single Strange Clouds - 2018: für die Single Paranoid - Neuseeland - 2010: für die Single Magic - 2012: für die Single So Good - 2012: für die Single Both of Us - 2019: für die Single Hood Go Crazy - 2022: für das Album Strange Clouds - Spanien - 2024: für die Single Airplanes - Vereinigte Staaten - 2016: für die Single Ray Bands - 2024: für das Lied In My Zone | Platin-Schallplatte - Australien - 2010: für die Single Nothin’ on You - 2012: für die Single Both of Us - Dänemark - 2020: für die Single Airplanes - 2024: für die Single Price Tag - 2025: für das Album B.o.B Presents: The Adventures of Bobby Ray - Italien - 2011: für die Single Price Tag - 2018: für die Single Airplanes - Kanada - 2010: für die Single Nothin’ on You - 2012: für die Single Magic - Neuseeland - 2021: für das Album B.o.B Presents: The Adventures of Bobby Ray - 2022: für die Single Up Down (Do This All Day) - Spanien - 2025: für die Single Price Tag 2× Platin-Schallplatte - Australien - 2010: für die Single Airplanes - 2023: für die Single Good Life (Remix) - Neuseeland - 2023: für die Single Nothin’ on You | 3× Platin-Schallplatte - Kanada - 2012: für die Single Airplanes - Neuseeland - 2014: für die Single Price Tag 4× Platin-Schallplatte - Neuseeland - 2025: für die Single Airplanes 6× Platin-Schallplatte - Australien - 2015: für die Single Price Tag 2× Diamantene Schallplatte - Brasilien - 2024: für die Single Price Tag |

Anmerkung: Auszeichnungen in Ländern aus den Charttabellen bzw. Chartboxen sind in ebendiesen zu finden.
| Land/RegionAuszeichnungen für Musikverkäufe (Land/Region, Auszeichnungen, Verkäufe, Quellen) | Silber     | Gold       | Platin       | Diamant     | Verkäufe   | Quellen                                                                   |
| -------------------------------------------------------------------------------------------- | ---------- | ---------- | ------------ | ----------- | ---------- | ------------------------------------------------------------------------- |
| Australien (ARIA)                                                                            | —          | —          | 14× Platin14 | —           | 980.000    | aria.com.au                                                               |
| Belgien (BRMA)                                                                               | —          | Gold1      | —            | —           | 15.000     | ultratop.be                                                               |
| Brasilien (PMB)                                                                              | —          | —          | —            | 2× Diamant2 | 500.000    | pro-musicabr.org.br                                                       |
| Dänemark (IFPI)                                                                              | —          | 2× Gold2   | 3× Platin3   | —           | 246.000    | ifpi.dk                                                                   |
| Deutschland (BVMI)                                                                           | —          | Gold1      | 3× Platin3   | —           | 1.050.000  | musikindustrie.de                                                         |
| Frankreich (SNEP)                                                                            | —          | —          | —            | —           | 130.200    | infodisc.fr                                                               |
| Irland (IRMA)                                                                                | —          | Gold1      | —            | —           | 7.500      | Einzelnachweise                                                           |
| Italien (FIMI)                                                                               | —          | Gold1      | 2× Platin2   | —           | 95.000     | fimi.it                                                                   |
| Kanada (MC)                                                                                  | —          | 4× Gold4   | 5× Platin5   | —           | 560.000    | musiccanada.com                                                           |
| Neuseeland (RMNZ)                                                                            | —          | 5× Gold5   | 11× Platin11 | —           | 315.000    | radioscope.net.nz (Memento vom 24. Juli 2011 im Internet Archive) NZ2 NZ3 |
| Österreich (IFPI)                                                                            | —          | Gold1      | —            | —           | 15.000     | ifpi.at                                                                   |
| Schweiz (IFPI)                                                                               | —          | —          | Platin1      | —           | 30.000     | hitparade.ch                                                              |
| Spanien (Promusicae)                                                                         | —          | Gold1      | Platin1      | —           | 90.000     | elportaldemusica.es                                                       |
| Südkorea (KMCA)                                                                              | —          | —          | —            | —           | 1.598.714  | circlechart.kr                                                            |
| Vereinigte Staaten (RIAA)                                                                    | —          | 7× Gold7   | 39× Platin39 | —           | 42.501.000 | riaa.com                                                                  |
| Vereinigtes Königreich (BPI)                                                                 | 2× Silber2 | 3× Gold3   | 7× Platin7   | —           | 5.500.000  | bpi.co.uk                                                                 |
| Insgesamt                                                                                    | 2× Silber2 | 27× Gold27 | 86× Platin86 | 2× Diamant2 |            |                                                                           |